# Leichtathletik-Weltmeisterschaften 2009/Teilnehmer (Chinese Taipei)
| Gelbes Symbol für Goldmedaillen mit stilisierten Olympischen Ringen | Graues Symbol für Silbermedaillen mit stilisierten Olympischen Ringen | Braundes Symbol für Bronzemedaillen mit stilisierten Olympischen Ringen |
| ------------------------------------------------------------------- | --------------------------------------------------------------------- | ----------------------------------------------------------------------- |
| —                                                                   | —                                                                     | —                                                                       |

Der unter dem Namen Chinesisch Taipeh antretende Leichtathletikverband Taiwans stellte zwei Athleten bei den Leichtathletik-Weltmeisterschaften 2009 in Berlin.

## Ergebnisse

### Männer

#### Laufdisziplinen
| Athlet         | Disziplin | Vorlauf | Vorlauf | Halbfinale | Halbfinale | Finale       | Finale |
| Athlet         | Disziplin | Zeit    | Platz   | Zeit       | Platz      | Zeit         | Platz  |
| -------------- | --------- | ------- | ------- | ---------- | ---------- | ------------ | ------ |
| Chang Chia-che | Marathon  |         |         |            |            | 2:19:32 h SB | 38     |

### Frauen

#### Sprung/Wurf
| Athletin   | Disziplin  | Qualifikation | Qualifikation | Finale             | Finale             |
| Athletin   | Disziplin  | Weite/Höhe    | Platz         | Weite/Höhe         | Platz              |
| ---------- | ---------- | ------------- | ------------- | ------------------ | ------------------ |
| Li Wen-hua | Diskuswurf | 53,88 m       | 34            | nicht qualifiziert | nicht qualifiziert |